# Колдинг (гандбольный клуб)
Колдинг Копенгаген (дат. KIF Kolding København) — гандбольный клуб из Дании. Базируется в городе Копенгаген.

## История
Колдинг Копенгаген был основан в 2012 году. В 2012 году Гандбольный клуб Копенгаген АГ обанкротился, и игроки которые выступали в Копенгаген АГ стали основой для клуба Колдинг Копенгаген. В сезоне 2013/14 Колдинг Копенгаген выиграл чемпионат Дании.

## Достижения
Чемпион Дании (2) — 2013/14, 2014/15. 

Обладатель Кубка Дании (1) — 2013

## Состав
| Вратари - 1 Каспер Хвит - 20 Маркус Клеверли Полусредние - 6 Ларс Троельс Йёргенсен - 9 Антонио Гарсиа Рабледо - 15 Йенс Сване Песчардт - 21 Филип Стельман - 35 Константин Игропуло - 29 Николас Кристиансен | Линейные/Разыгрывающие - 18 Мартен Бьёрнсхауген - 19 Кирил Виуде - 5 Нико Миндегия - 8 Бу Спеллерберг Крайние - 17 Магнус Ландин Якобсен - 21 Симон Эдельберг Йенсен - 22 Себастиан Аугустинуссен - 28 Фабио Шиуффа |

## Известные игроки
- Оулавюр Стефаунссон